# Dieter Van Tornhout
Dieter Van Tornhout, né le 18 mars 1985, est un footballeur belge. C'est un attaquant droitier. 
Il est formé au FC Bruges où il intègre le noyau A en 2004. En janvier 2006, il est prêté pour six mois au Sparta Rotterdam et en juin 2006, il signe au Roda JC.
Il offre la Coupe d'Écosse à son club, Kilmarnock FC face au Celtic le 18 mars 2012 en marquant le seul but du match à la 86e minute.

## Palmarès
FC Bruges
- Championnat de Belgique
  - Champion (1) : 2005

 Kilmarnock FC
- Coupe de la Ligue d'Écosse
  - Vainqueur (1) : 2012